# 68 (число)
68 (шістдеся́т ві́сім) — натуральне число між  67 та  69.

## У математиці
- 68 є щасливим числом

## У науці
- Атомний номер  ербію

## В інших областях
- 68 рік, 66 рік до н. е., 1968 рік
- ASCII-код символу «D»
- 68 —  Код суб'єкта Російської Федерації і Код ГИБДД-ДАІ  Тамбовської області.